# Круподеринці (Вінницький район)
Круподери́нці[джерело?] — село в Україні, у Погребищенській міській громаді Вінницького району Вінницької області. Населення становить 433 осіб. Село розташоване за два кілометри від залізничної станції Ржевуська, за п'ять — від центру громади — м.Погребище. Сільський виконком був розміщений в центральні садибі с. Павлівка. Поштове відділення — ст. Ржевуська.

## Природа
Ліси і лісопосадки: сосни, ялини, берези, тополя, акація, черемха. Старі ліси, сосновий і дубовий засаджені в 20-х роках, а молоді ліси, лісопосадки засаджені 1969-73 роках.
Гребля-став в якому водиться карась, короп, окунь та інша риба, а також раки є місцем відпочинку гостей та жителів села.
На схід від села знаходиться ландшафтний заказник місцевого значення Надросся.

## Назва
Назва «Круподеринці» походить від слів «крупу» і «дерти». Саме таку функцію виконував водяний млин-круподерка збудований графом Ржевуським на річці Рось.

## Історія
В 1835 році граф Ржевуський продав село сімейному лікарю С. Я. Плятцеру. Тоді село відносилося до Бердичівського повіту і налічувало 60 дворів, у яких проживало 676 жителів.
На початку 1890 року за 45 тисяч російських карбованців помістя купив граф Микола Павлович Ігнатьєв. На той час в селі налічувалось 190 дворів, у яких проживало 1604 жителів, переважною більшістю жінки. Помістю належало 1573 десятини землі. В селі був дерев'яний водяний млин, дві кузні, цегельний завод, лікарня, пральня, водокачка, пожежна, церковнопарафіяльна школа, дерев'яна православна церква.
В 1895 році на кошти графа Ігнатьєва, за проектом О. М. Померанцева, була збудована цегляна церква — мавзолей і стала діяти з 17 вересня 1901 року. Разом з будівництвом церкви будувались і інші будівлі: хата священика, по господарські будівлі, лікарня. В 1896 році побудувався чотириповерховий млин з прибудованою олійнею, яка працювала на водах річки Рось.
3 липня 1908 року граф Ігнатьєв помер. Його дружина Катерина Леонідівна Ігнатьєва померла в 1917 році.
Після більшовицького перевороту 1917 року діти графа виїхали за кордон а в маєтку поселилась Білашківська комуна. З 1920 по 1924 рік в маєтку знаходилась педагогічна школа.
В селі був створений філіал Вінницького промислового господарства. При філіалі господарства було: 40 дворів, 150 гектарів землі, пару волів та коней, молотарка, одна вантажна машина, до 20 корів, гончарня, яка на той час давала значний прибуток.
Колгосп організовано в 1929 році. В колгосп люди ішли неохоче. Їх змушували здавати в колгосп домашню худобу, пшеницю, коні, вівці, робочий сільськогосподарський інвентар.
У Голодомор 1932-33 років майже з кожної хати вивозили на поховання пухлих від недоїдання старих людей, малих дітей.
За свідченнями очевидців, від голоду в селі померло більше 180 людей. Наприклад в Максима Левченка померло семеро дітей, у Поліщуків — п'ятеро дітей, у Ягодзінських — четверо дітей, у Соломиних — чоловік і п'ятеро дітей, у Фросиних — чоловік і п'ятеро дітей, у Максима Мельничука — шестеро дітей.
Під час Другої світової війни село було окуповано фашистськими військами у другій половині липня 1941 року. Червоною армією село було зайняте 31 грудня 1943 року.
Близько сотні односельців не повернулись з фронту, і повоєнна розбудова лягла на жіночі вдовині плечі. Молоді дівчата сіли за кермо тракторів. Батьків, що не повернулися з війни, замінили діти-підлітки. Уже з 7-8 років вони пасли колгоспну худобу, управляли кіньми, косили поля.
В 50-х роках відбулося об'єднання філіалу Вінницького промислового господарства з колгоспом, тоді ж і перестала діяти гончарня. В 1959 відбулося об'єднання двох сіл в один колгосп «Шлях до комунізму». Після чого сільська рада, контора колгоспу перейшли в село Павлівку, а Круподеринці стають бригадним селом. В бригаді була тільки одна машина, чотири пари коней, стара дерев'яна кузня.
Почалось зубожіння села. Молоді люди по закінченню восьмирічної школи від'їжджали до сусідніх сіл-радгоспів шукати роботу, або виїздили до міст. Руйнувались сільськогосподарські будівлі.
На весні 1958 року при голові сільського господарства Й. Н. Кащуку, між кам'янистими скелями на бурхливих водах річки Рось розпочалось будівництво ГЕС, завдяки якій берег залило водою. З невідомих причин станція не була приведена в дію, а недовгий час працювала на дизель-генераторі. На сьогодні будівля ГЕС і дамба у зруйнованому стані.
На початку 60-х років колгосп був перейменований у «імені XXI з'їзду КПРС». Потім колгосп був перейменований на колгосп «імені Димитрова».
В 1963 році на керівну посаду голови колгоспу прийшла Наталя Яківна Пославська. За роки її діяльності на місці дерев'яних будівель виросли: кам'яна кузня, вівчарня, два будинки для великої рогатої худоби. У 1964 році покрили дах та обклали цеглою будівлю, яка була виліплена з глини руками колгоспників у 50-х роках і призначалась для контори колгоспу і сільської ради. Побудували кав'ярні, хати-читальні, а згодом будинки культури і клуби. Сільська клубна установа розташована в центрі села. Частину будівлі займає бібліотека. Глядацький зал на 250 місць було збудовано У 1965 році. На сьогоднішній день клубна установа потребує капітального ремонту.
В 1972 році село було підключене до Ладижинської ТЕС.
Господарство прийняв А. П. Бурлаченко. Під його керівництвом розпочато і не закінчено будівництво дороги до села з твердим покриттям і греблі-ставу на краю села.
На початку 80-х років посаду голови колгоспу зайняв М. П. Петрійчук. Під його керівництвом греблю-став відремонтовано і берег Росі залився водою.
Добрий слід для села залишив керівник сільського господарства О. Л. Колотуцький. Під його керівництвом в селі відновили тракторний стан і цим надали людям роботу, налагодилась робота кузні. Село ожило. В сільському клубі частіше проводились масові заходи, концерти, якими і був зацікавлений і сам брав активну участь керівник господарства. Під гомінку пісню на тваринницькій фермі збудували чотирирядний будинок для худоби. Почалося, але не закінчено будівництво торгової точки. В 1991 році Колотуцький залишив свій пост і очолив фермерське господарство.
У 1991 році в центрі села встановлений пам'ятний знак загиблим у Другій світовій війні.
На початку становлення незалежності України, у березні 1992 року відбулась реорганізація колгоспу з метою виділення землі з державної власності в колективну. Державний акт на право колективної власності видано 13 грудня 1995 року.
У 2000 році колгосп ім. Димитрова реорганізовано в приватне підприємство «Промінь». 149 мешканців села Круподеринці, що були членами ППА «Промінь», набули право на земельну частину паю в розмірі 2,28 га. ум. орної землі.
З липня 2004 року — підприємство перейменовано в ПП «Світлана», за назвою російського крейсера «Світлана» старшим офіцером якого був учасник російсько-японської війни 1904—1905 років, капітан 2-го рангу О. О. Зуров, племінник Ігнатьєва.
Станом на 2005 рік в селі проживало 430 жителів, а в школі навчалось 47 учнів. Із восьмирічної школа стала початковою.
З нагоди сторіччя Цусімської битви, у травні 2005 року, до села завітали: дослідник історії Військово-Морського флоту С. О. Смолянніков, завідувач сектора відділу охорони пам'ятників культури, кандидат наук П. М. Калугін, правнучка графа Ігнатьєва О. М. Столновська-Ігнатьєва, представник торгової місії посольства Болгарії в Україні Тодор Канєв та інші. І так щорічно до села їдуть туристи, історики, кореспонденти, науковці.
У 2008 році на кладовищі встановлено пам'ятний знак жертвам Голодомору. У 2008 році на дзвіниці встановлено хрест, який був зрізаний під час Другої світової війни. І на сьогоднішній день дзвонять святкові і поминальні церковні дзвони, під які несе службу протоієрей Виговський Сергій Васильович.
В лютому 2009 року у цокольній сатині храму відкрито меморіальну дошку із словами:
|  | Вірному болгаролюбу графу М. П. Ігнатьєву від вдячного болгарського народу! |

У церемонії відкриття меморіальної дошки брали участь: надзвичайний і повноважний посол Болгарії в Україні — Дімітар Цвєтков Владіміров, радник посольства Російської федерації в Україні — Віктор Богач, доктор історичних наук, професор, голова федерації дружби з Росією та країнами СНД — Захарій Захарієв, народний депутат України — Валерій Бевз, голова районної державної адміністрації Василь Осадчук і районної ради Володимир Олексієнко, правнучка графа Ольга, гості з Києва, Одеси, громадськість району, села.
12 червня 2020 року, відповідно до розпорядження Кабінету Міністрів України № 707-р «Про визначення адміністративних центрів та затвердження територій територіальних громад Вінницької області», увійшло до складу Погребищенської міської громади.
19 липня 2020 року, в результаті адміністративно-територіальної реформи та ліквідації Погребищенського району, село увійшло до складу Вінницького району.

## Населення
За даними перепису 2001 року кількість наявного населення села становила 433 особи, із них 98,38 % зазначили рідною мову українську, 1,39 % — російську, 0,23 % — білоруську.
| Рік            | 1989 | 2001 |
| -------------- | ---- | ---- |
| Кількість осіб | 564  | 433  |

### Мова
Розподіл населення за рідною мовою за даними перепису 2001 року:
| Мова       | Відсоток |
| ---------- | -------- |
| українська | 98,38%   |
| російська  | 1,39%    |
| білоруська | 0,23%    |

## Пам'ятки

### Млин

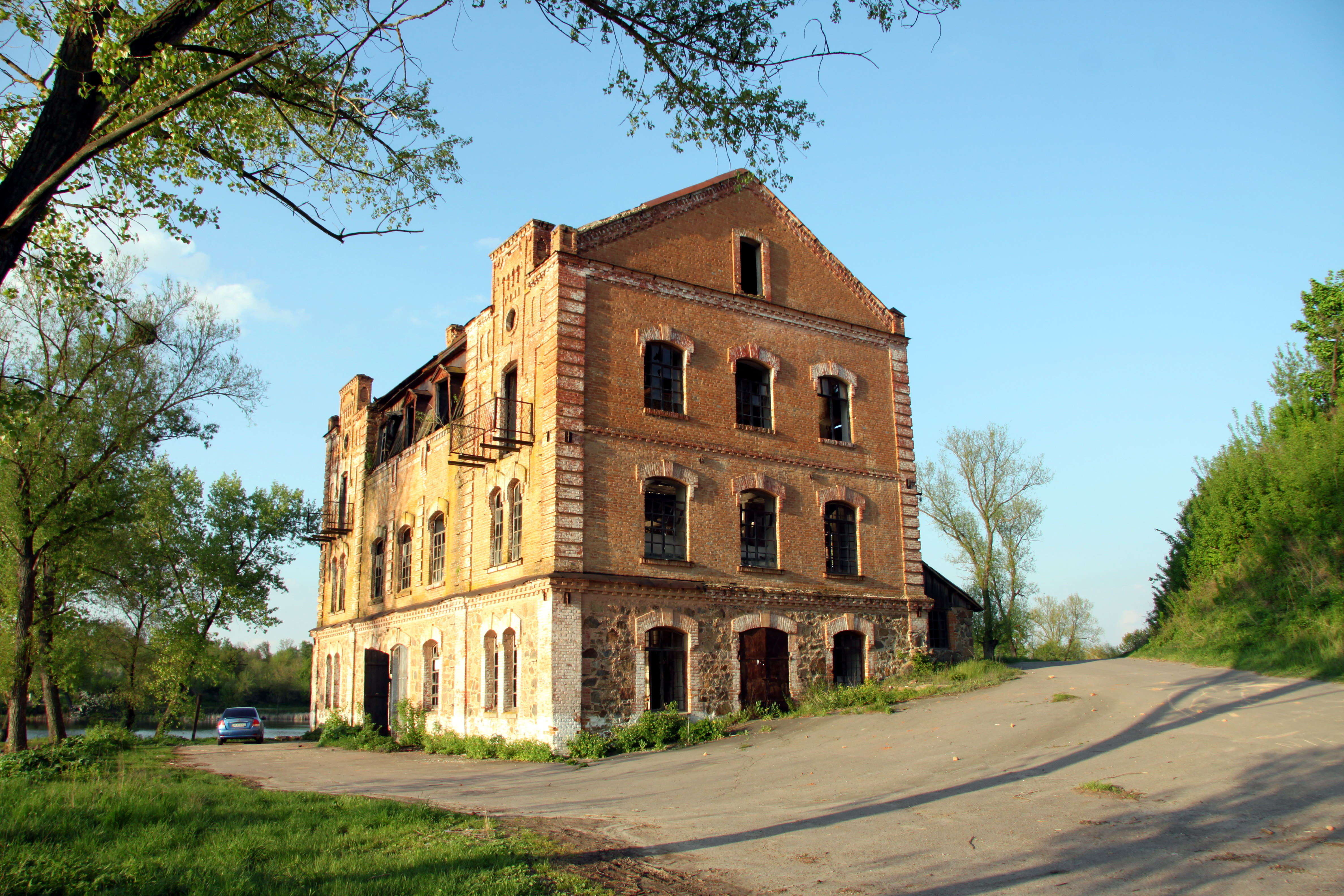
Млин.

На місті збудованого графом Ржевуським на водах річки Рось млина в 1896 році в селі збудували чотириповерховий млин з прибудованою олійнею. З сходом сонця приїздили до млина люди не тільки з ближніх сіл, а й із сусідніх районів. Млин працював з раннього ранку до пізнього вечора. Вироблялася крупа гречана, ячмінна, пшоно, горох, кутя, борошно 3-х сортів, олія.
Після проведеного ремонту в 1963 році підвищилась якість продукції млина.
Млин працював у селі до 1991 року. Спочатку розвалилась олійня, перестали вироблятись крупи, а згодом і не стало помолу. На сьогодні чотириповерхова пам'ятка старовини стоїть без вікон і дверей. Через вікна можна побачити залишки механізмів.

### Церква-мавзолей графа Ігнатьєва

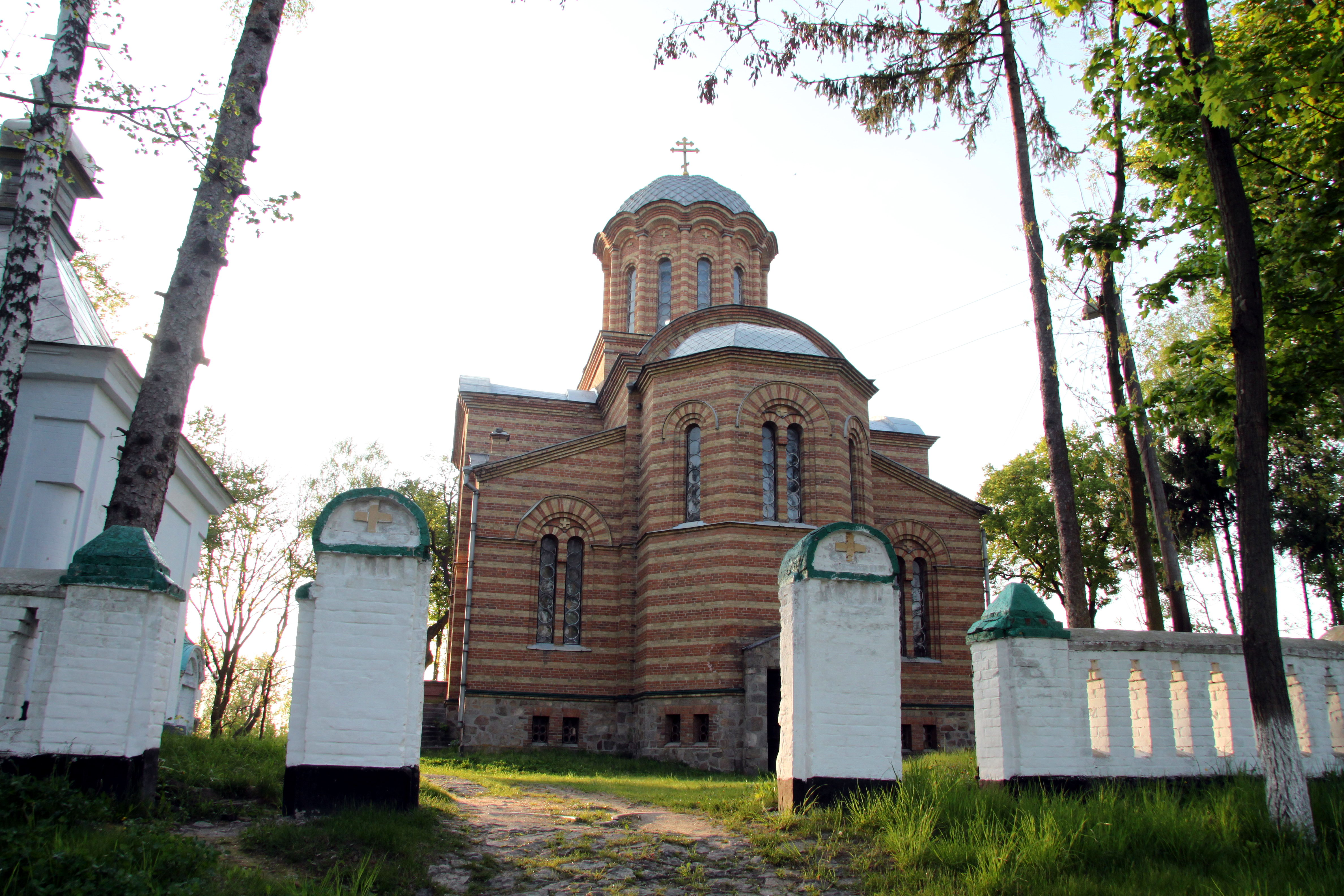
Церква.

Перша дерев'яна церква була побудована у селі в 1730 році, а в 1792 році побудована нова дерев'яна церква на честь Різдва пресвятої Богородиці.
В 1895 році на кошти графа Ігнатьєва, за проектом О. М. Померанцева, була збудована цегляна церква — мавзолей, як стала діяти з 17 вересня 1901 року. Будівлю дерев'яної церкви перевезли в село Адамівку яка існує до сьогодні. На місті престолу побудована цегляна капличка і поруч похований священик який ніс службу у цій церкві.
Тут у 1908 році був похований Микола Павлович, через 9 років тут поховали його дружину — Катерину Леонідівну. На чорному лабрадориті, на могилі графа, Миколи Павловича Ігнатьєва, що знаходиться в склепі церкви викарбувано «Сан-Стефано, 19 февраля 1878» на честь Сан-Стефанського мирного договору, який завершив Російсько-турецьку війну 1877—1878 рр. і був підписаний 19 лютого (3 березня) у Сан-Стефано (нині Ешількей, поблизу Стамбула) з російської сторони графом Ігнатьєвим а також О. І. Нелідовим, з турецької — Сафветом-пашою.
Поряд з батьковою могилою також похована дочка Катерина.
Зусиллями Катерини Леонідівни в 1914 році встановлено пам'ятник на честь сина — лейтенанта В. М. Ігнатієва, і племінника капітана О. О. Зурова та моряків, які загинули в Цусімській битві 1905 року. У глибині церковного двору височить масивна кам'яна брила, по боках якої — чотири старовинних корабельних якорі, склеплених важкими ланцюгами. Над брилою — хрест.

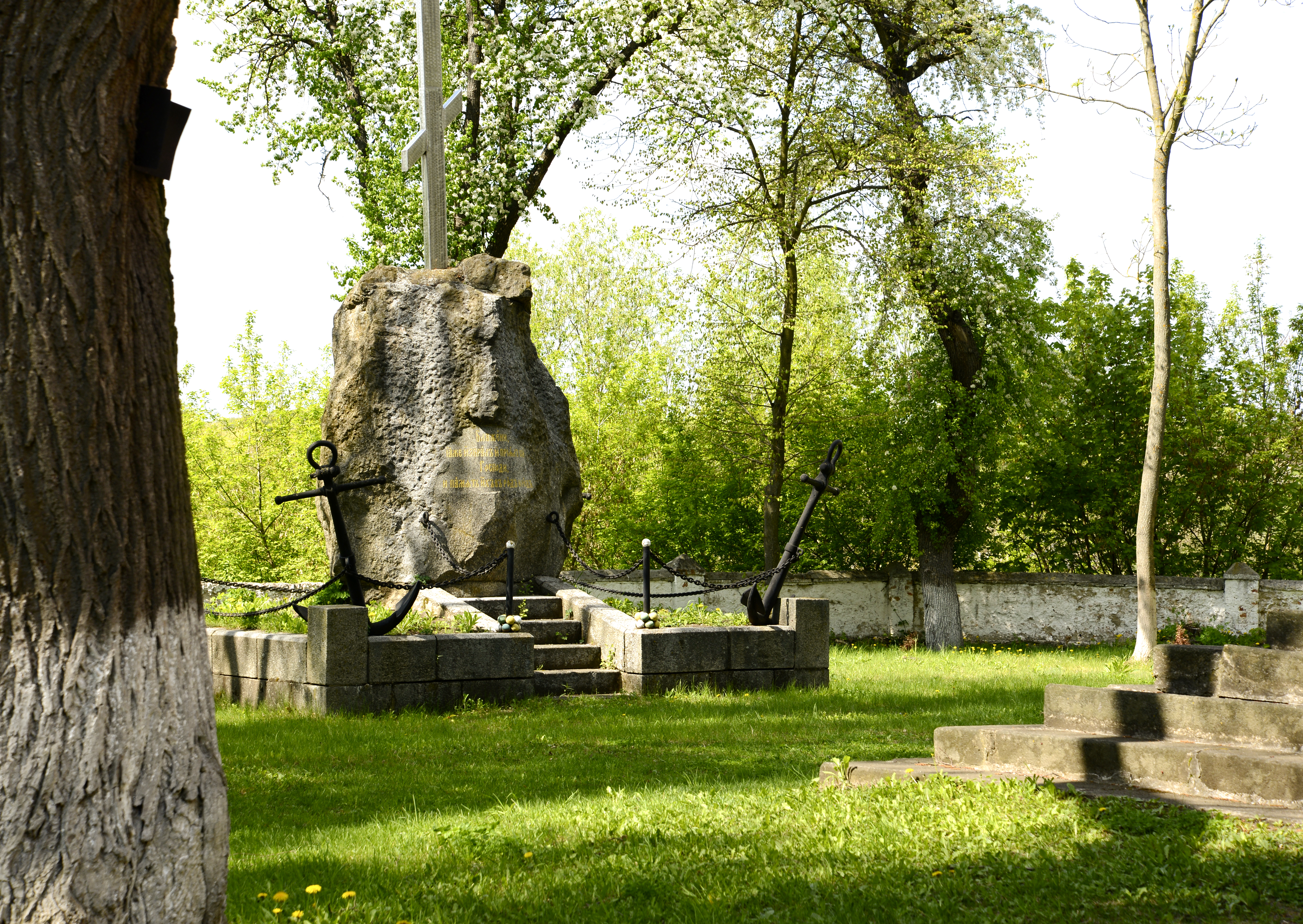
Пам'ятник морякам, які загинули в Цусімському бою.

Викарбувані у граніті літери інформують російською мовою, що 
|  | Крест сей воздвигнут в 1914 году в молитвенную память лейтенанта гвардейского экипажа графа Владимира Игнатьева, капитана 2-го ранга Алексея Зурова и всех наших славных моряков, с честью погибших в Цусимском бою 14 - 15 мая 1905 года |

Після більшовицького перевороту 1917 року діти графа виїхали за кордон а церква довго використовувалась як зерновий склад. В 1930 році з дзвіниці церкви скинули самого найбільшого, найгучнішого 160 пудового (2,5 тон) дзвона, який при падінні зруйнував вхід у церкву.

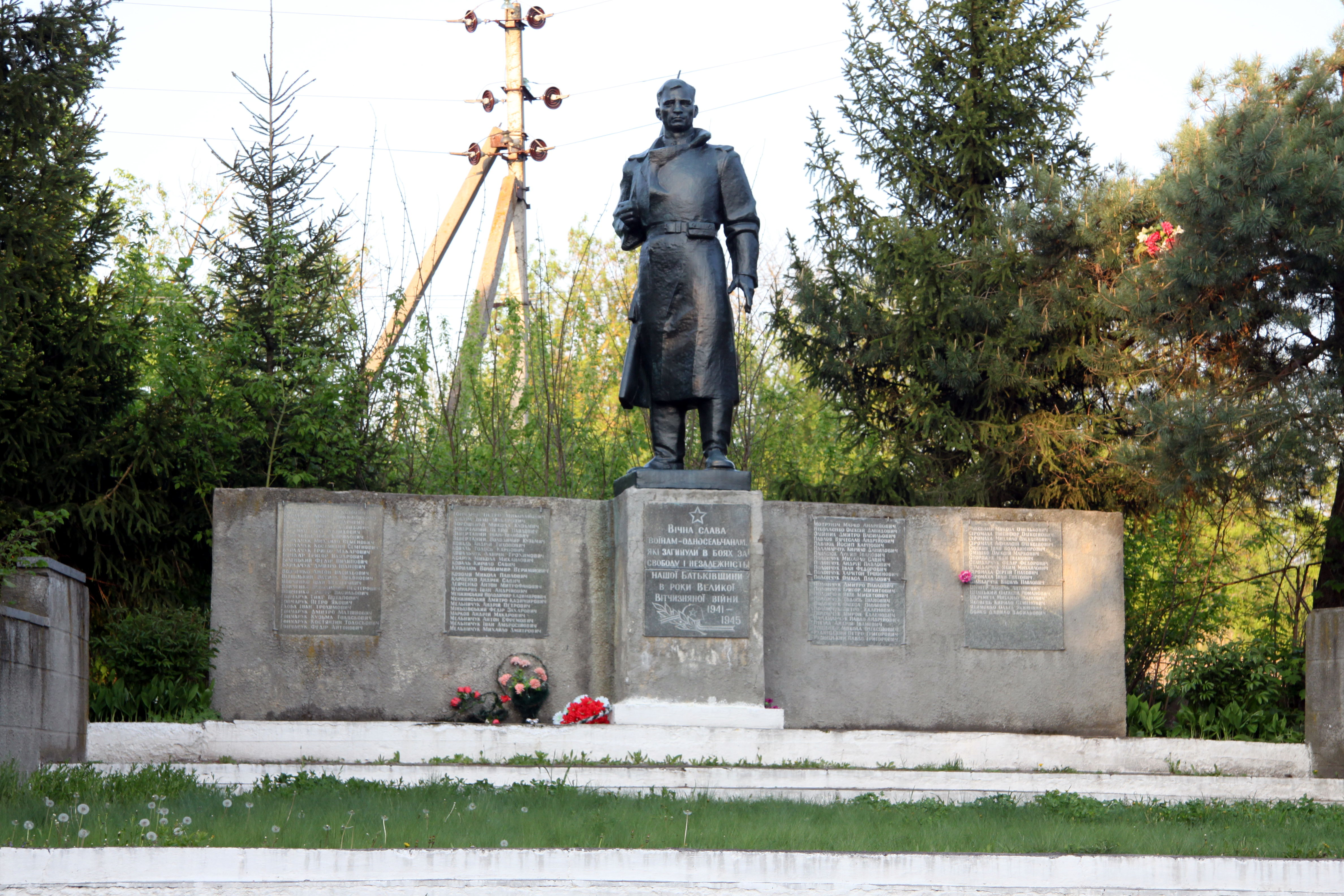
Пам'ятник 90 воїнам — односельчанам, загиблим на фронтах ВВВ.

У часи нацистської окупації німці зрізали хрест на дзвіниці церкви, посилаючись на те, що хрест із золота. Німці хотіли підірвати могилу графа, посилаючись на те, що там є золото, вироби із золота. Григорій Рудніцький, який служив у графа, очевидець захоронення запевнив організаторів варварської затій, що золота в могилі немає, все цінне забрали болгари, які були присутні на церемонії поховання, а згодом при від'їзді діти графа. Для впевненості він клав голову на відсіч.
З 1944 року в храмі Свято-Різдва Богородиці відновлено богослужіння. В 1957 році в село з дружиною і дітьми приїхав священик Сергій Васильович Виговський. Він почав піднімати церкву. Під його впливом відбудували мур, який є огорожею церковного двору, відновили хрест на кам'яній брилі пам'ятника Цусімському бою, очистили від зернових відходів і привів до порядку церкву.

### Садибний будинок графа Ігнатьєва
Будинок був збудований у с. XIX ст. З 1920 по 1924 рік тут знаходилась педагогічна школа, яка навчала радянських учителів для виховання й навчання «дітей нової доби».
З 1928 року організовано дитячий будинок для дітей-сиріт. В 1930 році в маєтку Ігнатьєва поселилась так звана Білашківська комуна, яка зруйнувала частину будівель, вивезли графське майно.
В вересні 1959 року дитячий будинок розформували, а в жовтні в графський маєток поселилась сільська восьмирічна школа, яка до того часу займала різні графські будівлі, у тім числі і хату священика. На той час в школі навчалось більше 200 учнів.
Сьогодні будівлю займає сільський фельдшерсько-акушерський пункт. До того часу медична установа займала стару солом'яну хату, у якій і був пологовий будинок. Після другої світової війни фельдшерсько-акушерський пункт займав ту графську будівлю, яка була призначена для лікарні і в якій лікувала графиня Катерина під час першої світової війни.
Довгий час післявоєнні роки до 1970-х років був лікар Кульбаба Петро Павлович. На зміну заступили Людмила Нідзельська, О. В. Мотруніч, а Козакевич Л. Ю. і Гончарук С. В. 2008 році в фельдшерсько-акушерському пункті проведено капітальний ремонт, придбано новий медичний інвентар. У 2009 році проведено природний газ.

## Відомі люди
- Бердиш Микола Миколайович — український майстер декоративно-вжиткового мистецтва.
- Вязьмітіна Марія Іванівна — (22 квітня 1896 — 3 квітня 1994, Київ) — уродженка села, український археолог, мистецтвознавиця, сходознавиця, музейна працівниця, бібліотекарка.
- Панасюк Михайло Сергійович (1991—2023) — солдат збройних сил України, учасник російсько-української війни.